# Państwo zakonu krzyżackiego
Państwo zakonu krzyżackiego (łac. Civitas Ordinis Theutonici, niem. Deutschordensland albo Deutschordensstaat), pot. państwo krzyżackie, państwo zakonne; od 1466 dodawano do nazwy człon w Prusach (niem. Preußen), od tego czasu państwo określane jest jako Prusy Zakonne lub Prusy Krzyżackie – suwerenne państwo niemieckiego zakonu krzyżackiego założone około 1226 roku. Państwo zakonne obejmowało głównie ziemie Prusów, a po przejęciu zakonu kawalerów mieczowych także Inflanty (Łotwę i Estonię). Zostało znacznie ograniczone i podporządkowane Królestwu Polskiemu od 1466 roku (na mocy II pokoju toruńskiego). 
Przez cały okres istnienia państwa zakon krzyżacki podlegał bezpośrednio papiestwu, a jako zbrojne ramię Świętemu Cesarstwu Rzymskiemu. Wielki mistrz uznawał nad sobą władzę cesarzy, będąc zaliczonym w poczet książąt Rzeszy.

## Historia

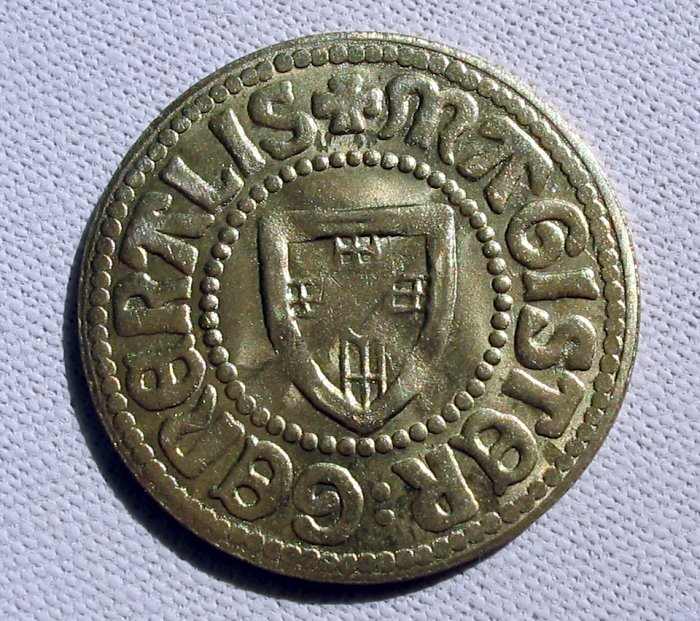
Kwartnik (replika) – awers z tarczą zakonną wielkiego mistrza

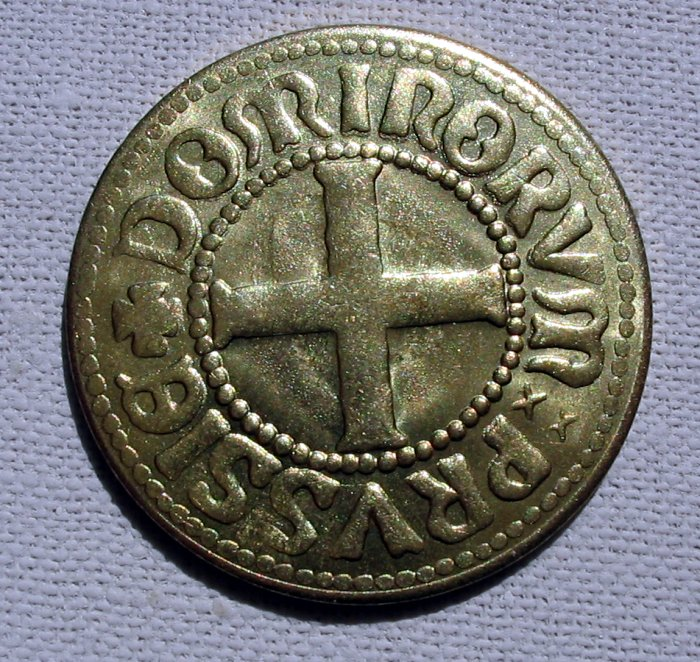
Kwartnik (replika) – rewers z zakonnym krzyżem równoramiennym

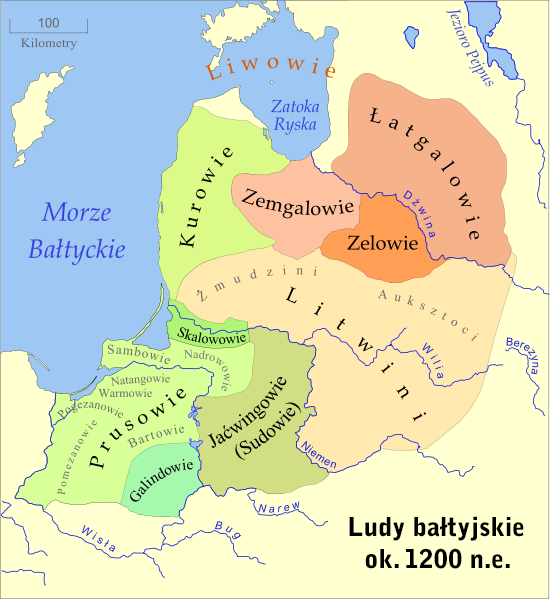
Ludy bałtyckie ok. 1200 roku

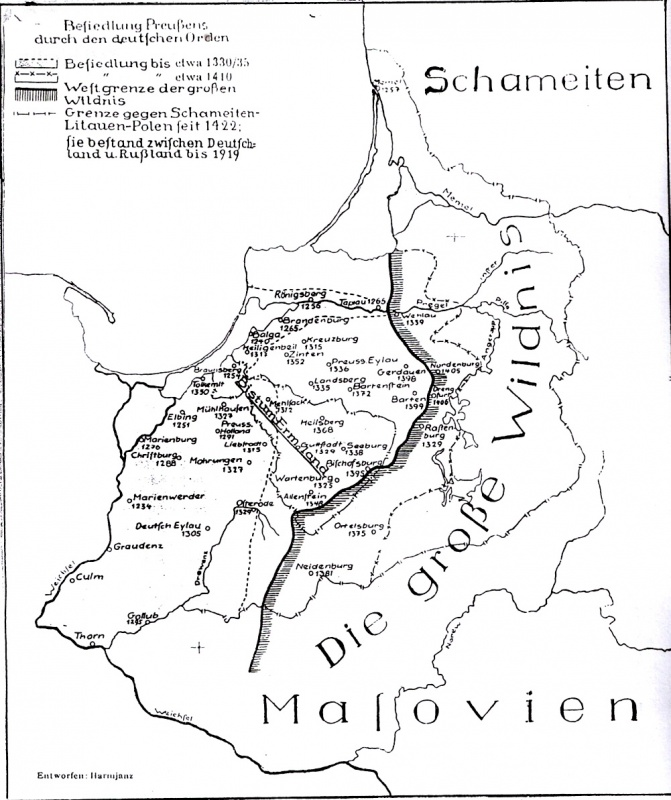
[Zasięg Państwa Zakonnego i obszar Wielkiej Puszczy w XIV i na początku XV wieku

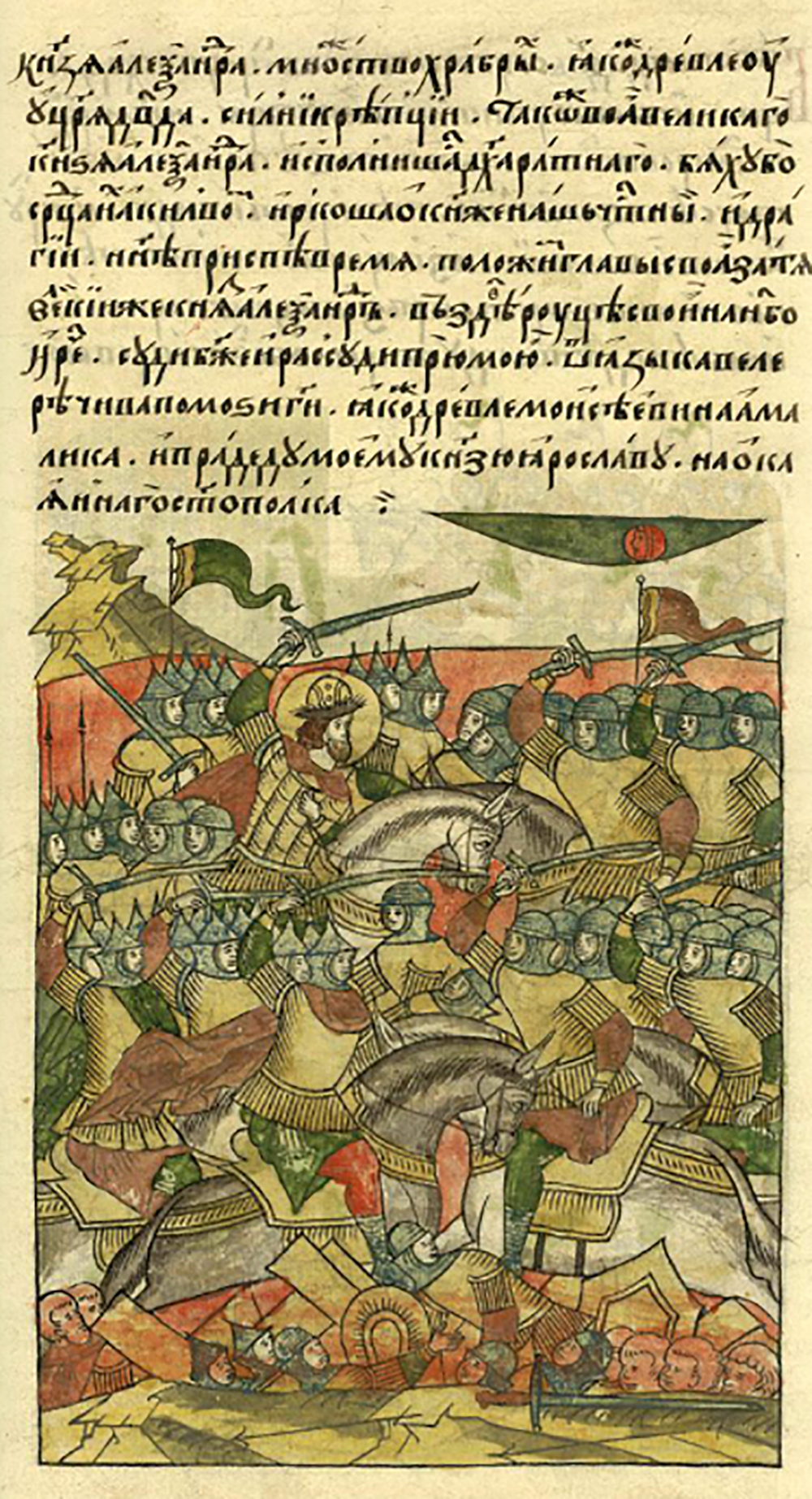
Bitwa na jeziorze Pejpus w 1242 roku

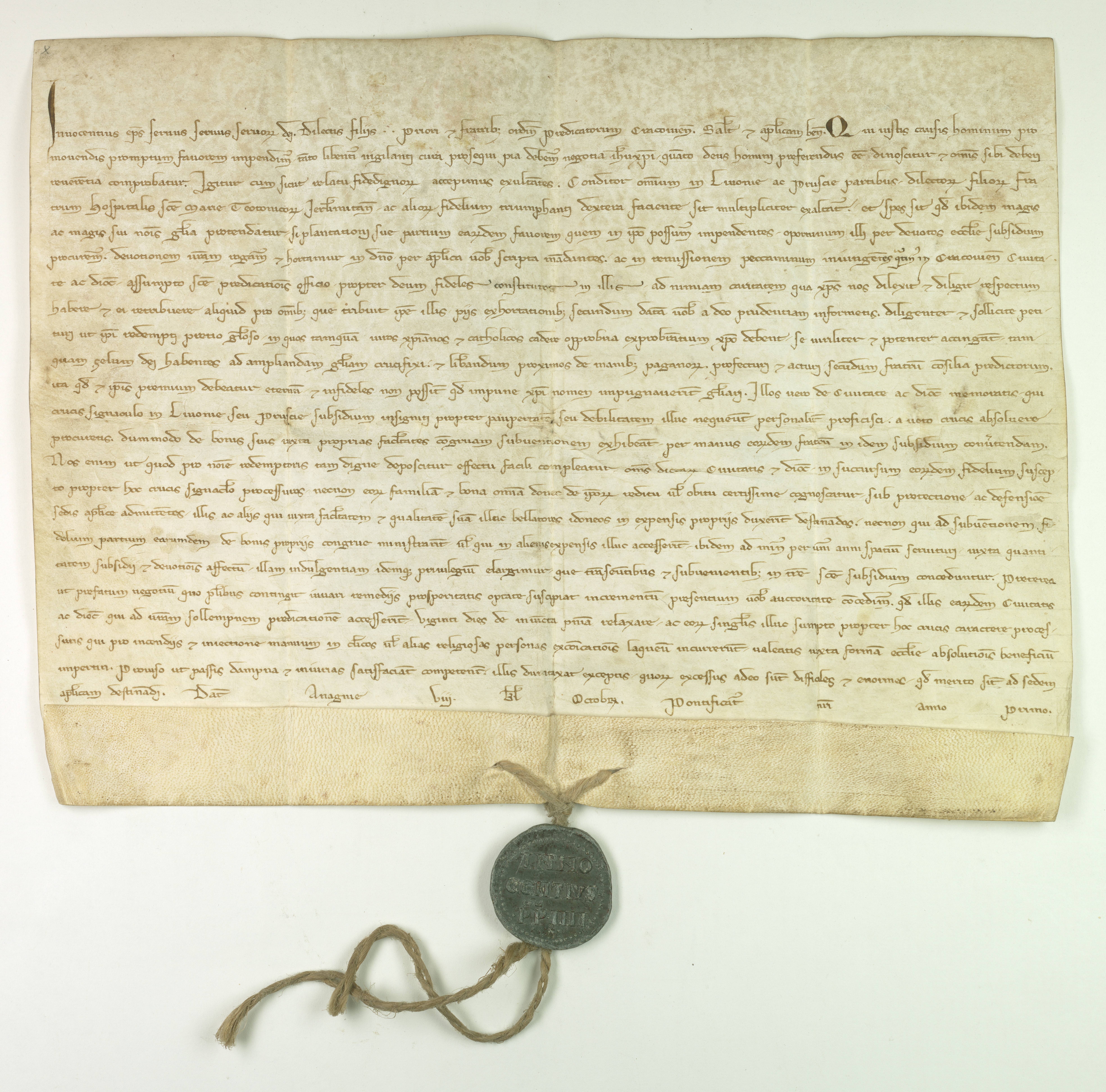
Papież Innocenty IV poleca dominikanom krakowskim głosić krucjatę do Prus i Liwonii dla wspomożenia zakonu krzyżackiego, dokument z 24 września 1243 roku

### Prusy przed podbojem krzyżackim
Terytorium późniejszych Prus przed podbojem krzyżackim zamieszkiwały ludy bałtyjskie, spokrewnione z zamieszkującym dalej na północ Litwinami, Kurami, Zemgalami, Zelami i Łetgalami. Plemiona pruskie dzieliły się na trzy podstawowe grupy: Prusów, zamieszkujących tereny od ujścia Wisły niemal do ujścia Willi, pasem szerokości ok. 100 km, Jaćwingów, których siedziby leżały na wschód od Prusów opierając się o Niemen oraz Galindów, wciśniętych między dwa powyżej wymienione ludy i Skalwów osiadłych nad ujściem Willi. Prócz tego Prusowie podzieleni byli na szereg plemion: Pomezanów, Pogezanów, Sasinów, Warmów, Bartów, Sambów, Natangów i Nadrowów.
Liczebność plemion pruskich ocenia się na ok. 170 tys., co daje siłę wojskową rzędu 17 tys. wojowników. Aż do podboju Prus przez krzyżaków Prusowie wykształcili jedynie szczątkowe formy państwowości, swą organizację opierając na ustroju wiecowym.
Między innymi to było powodem powtarzających się ze strony sąsiadów – Polski i Rusi – prób podporządkowania Prusów i Jaćwięgów. Ze strony ruskiej wyprawy te przypadają na lata: 1038, 1112. Wcześniej próby takie podejmowała Polska, jako pierwszy z taką inicjatywą wystąpił Bolesław Chrobry (schyłek X w.), następnie Bolesław Krzywousty (początek XII w.), w końcu Kazimierz Sprawiedliwy (schyłek XII w.). Wszystkie wyprawy zakończyły się niepowodzeniem, wiązało się to głównie z niemożnością podjęcia, zarówno przez Polaków, jak i Rusinów, stałego wysiłku kolonizacji i fortyfikacji kraju, co było jedynym sposobem zabezpieczania podbojów.

### Przybycie na ziemię chełmińską
Na początku XIII wieku, w latach 1222–1223 książęta: Władysław Odonic (Wielkopolska), Konrad mazowiecki, Mściwój I (książę gdański), Leszek Biały (książę krakowski) i Henryk Brodaty (książę śląska) prowadzili akcję chrystianizacyjną na terenach Prus. Akcję misyjną prowadził opat zakonu cystersów w Łeknie i zakon rycerski braci dobrzyńskich, powołany w tym celu przez księcia Konrada. Akcje nie przyniosły jednak spodziewanych efektów. Wielkie zaangażowanie w chrystianizację Prus książąt polskich – Konrada mazowieckiego i Henryka Brodatego – inspirowane było przez papieża, który chciał założyć w Prusach państwo kościelne. Cel ten chciał osiągnąć z pomocą cystersów i księcia gdańskiego Świętopełka, popierając go w jego dążeniach uniezależnienia się od Polski.
W 1226 r. książę mazowiecki Konrad zaprosił za namową Jadwigi Śląskiej zakon na swoje ziemie, przyznając mu w 1228 r. w dzierżawę ziemię chełmińską oraz ziemię michałowską. Pomimo tego Konrad zachował całość swoich prerogatyw książęcych. Ziemia chełmińska i michałowska miała stanowić dla zakonu bazę do rozpoczęcia walk z plemionami Prusów, które zagrażały północnym rubieżom Mazowsza. Jednocześnie zakon jako wykrystalizowana już organizacja rycerska niezależna od biskupa pruskiego Chrystiana stanowił dla tego ostatniego poważną konkurencję. Późniejsze porozumienia Chrystiana z Krzyżakami nie oznaczały poddania się tych ostatnich jego woli. Wręcz przeciwnie, zakon z pomocą zwłaszcza legata papieskiego Wilhelma z Modeny podważał stanowisko biskupa pruskiego, aż w końcu udało mu się przejąć kontrolę nad misją w Prusach, Chrystianowi pozostawiając tylko jedno z trzech biskupstw utworzonych na terenie Prus, które miał sobie wybrać (czego nie zdążył już zrobić, gdyż nagle zmarł).
W 1234 r. współpracę Konrada mazowieckiego z Krzyżakami zakłócił poważnie najazd zaproszonego przez nich do walki z Prusami margrabiego Miśni Henryka, który napadł na stolicę księstwa mazowieckiego Płock i spalił tamtejszą katedrę. Postawiło to w bardzo niekorzystnym położeniu zakon, który po wcieleniu braci dobrzyńskich nieopatrznie przejął bez zgody Konrada przekazaną tym ostatnim ziemię dobrzyńską. Zaostrzyło to reakcję Konrada, który odebrał zakonowi wszystkie nadane ziemie. Dlatego Krzyżacy postarali się u cesarza Fryderyka II, aby wydał im w 1235 roku tzw. „Złotą Bullę” (antydatowaną na 1226 r.), która potwierdzała nadanie Krzyżakom ziemi chełmińskiej oraz michałowskiej, jednak nie jako lenna Konrada mazowieckiego, ale jako suwerennych właścicieli dzielnicy. Złota Bulla dostarczyła argumentów legatowi papieskiemu, które pozwoliły na obronę zakonu w sporze z Konradem mazowieckim. Dzięki temu udało się legatowi papieskiemu – Wilhelmowi z Modeny doprowadzić 19 października 1235 r. do zawarcia ugody Konrada z władzami zakonu. Zgodnie z jej treścią Konrad powtórnie przekazał Krzyżakom ziemię chełmińską, michałowską i okręg nieszawski, natomiast zakon zwrócił Konradowi ziemię dobrzyńską.
Sprowadzeni Krzyżacy wygrali rywalizację z cystersami o misję w Prusach, a książęta polscy razem z Krzyżakami w 1242 r. zawarli układ o podziale Pomorza Gdańskiego i rozpoczęli wojnę zwaną piętnastoletnią, która jednak Polsce nie przyniosła odzyskania wpływów na Pomorzu.
Oprócz napływu kolejnych braci zakon uzyskał także wsparcie papieża – wyprawy przeciw Prusom zyskały rangę krucjat, w których brali udział także polscy książęta. W 1235 r. do Krzyżaków przyłączyli się bracia dobrzyńscy, a w 1237 r. zakon kawalerów mieczowych zawarł z nimi sojusz polityczno-militarny, będący unią tych dwóch zakonów.

### I etap podboju Prus
Od 1230 do 1249 r. zakon, dzięki stale napływającemu wsparciu i posiłkom przysyłanym przez Fryderyka II, zdołał całkowicie zająć i spacyfikować dawne tereny Prusów aż do rzeki Pasłęki (Pomezania). System walki Krzyżaków polegał na stopniowym eliminowaniu rozproszonych gniazd oporu Prusów i umacnianiu dopiero co zdobytej władzy terrorem prowadzonym z systemu błyskawicznie budowanych fortyfikacji.
Podbijanie Pomezanii spowodowało wybuch I powstania Prusów, których poparł książę pomorski Świętopełk, wypowiadając wojnę Krzyżakom w 1242 r. W związku z porwaniem przez zakonników jego syna Mściwoja książę Świętopełk podpisał pokój na Kowalowym Ostrowie w 1248 r., na mocy którego m.in. utracił na rzecz Krzyżaków gród Zantyr i Pień oraz prawo pobierania od nich cła. Zdecydowało to o klęsce powstania i zmusiło Prusów do podpisania w 1249 r. układu w Dzierzgoniu. Prusowie uznali władzę zwierzchnią Zakonu i przenieśli się według jego postanowień za Pasłękę. Świeżo zdobyte tereny zakonne zostały skolonizowane przez chłopów sprowadzanych z Mazowsza, Czech i Niemiec.

### II etap podboju Prus
Drugi etap podboju Prusów zaczął się w rok po układzie w Dzierzgoniu, kiedy to zakon podjął jednorazową kampanię zdobycia Dolnych Prus i Sambii, co było możliwe dzięki wsparciu króla Czech Ottokara II. Na cześć tego króla główna siedziba zakonu w Dolnych Prusach została nazwana Królewcem.
W 1260 r. wybuchło dobrze zorganizowane II powstanie Prusów pod wodzą Herkusa Monte, które zakończyło się niemal sukcesem, jednak ponowne, szybkie wsparcie cesarza rzymskiego dla zakonu oraz sprawdzona technika budowania twierdz i stosowanie terroru spowodowała, że w 1283 r. powstanie upadło. Przywódca został pojmany przez Krzyżaków i powieszony, a sami Prusowie wycięci w pień lub zamienieni w niewolników.
W trakcie walk powstała na terenie Prus świetnie zorganizowana sieć zamków i twierdz, wokół których zaczęły powstawać rolniczo-leśne latyfundia zarządzane przez rycerzy zakonnych.

### Ekspansja na ziemie litewskie
Już w trakcie zmagań z Prusami dochodziło do starć wojsk zakonnych i litewskich. Po zdławieniu powstania pruskiego nastąpiła eskalacja konfliktu. W latach 1283–1325 Krzyżacy 75 razy wtargnęli na Żmudź, Litwę i Ruś Czarną. Litwini odpowiedzieli 44 atakami na ziemie Zakonu w Prusach i Inflantach. W wyniku konfliktu pogranicze żmudzkie uległo wyludnieniu, ale Żmudzi nie udało się Krzyżakom zdobyć.

### Ekspansja na ziemie polskie
„Wiadomo, że trzy krzyże są i o trzech barwach.

Różne; tych, co je noszą, też rodzaje trzy:

Jest czerwony, ten słusznie zwie się Jezusowym,

Albowiem tak Jezusa zabarwił się krwią.

Jest biały, odpowiedni zbójcy z prawej strony,

Którego zbrodnie kilka odkupiło słów.

Jest w końcu czarny, zbója ze strony lewej; ten to

Zdradziecki Zakon uznał – jak słusznie! – za swój”.

Andrzej Krzycki – satyra „Na Zakon Krzyżacki” 1520

W 1308 r. książę Władysław Łokietek wezwał na pomoc Krzyżaków w celu odparcia ataku Brandenburczyków na Pomorze Gdańskie. Ci pomocy udzielili, ale Pomorza i Gdańska nie opuścili. Po wymordowaniu polskiej załogi i rzezi w mieście zajęli także kolejne grody pomorskie i odkupili od Brandenburczyków prawa do Pomorza.
W związku z tym książę w 1319 r. interweniował u papieża. Proces w sprawie zagarnięcia Pomorza odbył się w Brześciu oraz Inowrocławiu i zakończył się 10 lutego 1321 wyrokiem, który nakazywał zakonowi krzyżackiemu zwrot Pomorza i zapłatę 30 000 grzywien królowi polskiemu. Krzyżacy złożyli apelację i sprawa uległa zawieszeniu.
Wkrótce zakon sprzymierzył się z księciem Janem Luksemburskim oraz władcą Meklemburgii i w 1327 r. zaatakował Kujawy oraz Wielkopolskę, przeprowadzając wiele łupieżczych najazdów, terroryzując mieszkańców, paląc wsie i mordując ludność. Wtedy stoczono w 1331 r. nierozstrzygniętą bitwę pod Płowcami, która mimo że nie zmusiła zakonu do oddania Pomorza, obaliła mit, o niezwyciężonych Krzyżakach. W trakcie kampanii w 1331 roku atakujące od południa wojska Jana Luksemburskiego nie zdołały zdobyć Poznania i zawróciły z powrotem do Czech. W 1345 r. najechali i złupili katedrę w Poznaniu.
Zakon nadal próbował też atakować Kujawy i Wielkopolskę metodą wojen podjazdowych, jednak działania dyplomatyczne Kazimierza Wielkiego rozbijające w czasie zjazdu w Wyszehradzie w 1335 r. ich sojusz z Czechami (i pozywając ich przed polubowny sąd papieski w Warszawie w 1339 r.), chcąc też zająć tereny Rusi Czerwonej, skłonił zakon do podpisania pokoju w Kaliszu w 1343 r., w którym zakon zwrócił Kujawy i ziemię dobrzyńską, zaś warunkowo jako jałmużnę zatrzymywał Pomorze, ziemię chełmińską i michałowską. Pomimo trzech kolejnych wyroków sądu papieskiego, nakazujących zwrot Pomorza, zakon nie oddał nigdy dobrowolnie zasądzonej ziemi.
Pokój w Kaliszu zmusił zakon do zaprzestania ataków na Polskę. Wtedy zakon skierował siły przeciw Litwie, zajmując częściowo Żmudź. Zmusiło to księcia litewskiego Jagiełłę do przyjęcia chrztu, na którym otrzymał imię Władysław oraz ożenku z córką Ludwika Węgierskiego – Jadwigą Andegaweńską, zapoczątkowując unię polsko-litewską. Jagiełło wskutek ciągłych walk podjazdowych na Kujawach i na Litwie prowadzonych przez zakon, zdecydował się ostatecznie na rozpoczęcie wielkiej wojny (1409–1411), której kulminacyjnym momentem była bitwa pod Grunwaldem, a uwieńczeniem pokój w Toruniu (1411). Pokój ten został mimo zwycięskiej kampanii wojskowej wymuszony na Jagielle ogólną sytuacją polityczną Polski, gdyż w obronie zakonu stanęła koalicja władców z dynastii Luksemburskiej – Jana, ks. zgorzeleckiego, Wacława, króla Czech oraz króla Węgier Zygmunta. Pokój ten ponownie nie przyznał Polsce Pomorza Gdańskiego ani ziemi chełmińskiej, zmusił jednak zakon do zaprzestania ataków na Litwę i Polskę. Zakon zaczął od tego czasu tracić na sile, a jego sytuacja ekonomiczna pogorszyła się na skutek blokady wymiany handlowej, którą zastosowała strona polsko-litewska.
6 lutego 1454 wybuchło wewnątrz państwa zakonnego powstanie mieszczan, które wsparł król Kazimierz Jagiellończyk (wojna trzynastoletnia), stosując przeciw zakonowi taktykę wojen podjazdowych, którą prowadził niegdyś sam zakon. Wojna ta przyniosła w efekcie kolejny pokój toruński (1466) – zakon oddał Pomorze Gdańskie, ziemię chełmińską i michałowską, a także część Warmii łącznie ze stolicą zakonu – Malborkiem. Oprócz tego wielki mistrz zgodził się być lennikiem króla Polski i przeniósł swoją stolicę do Królewca.

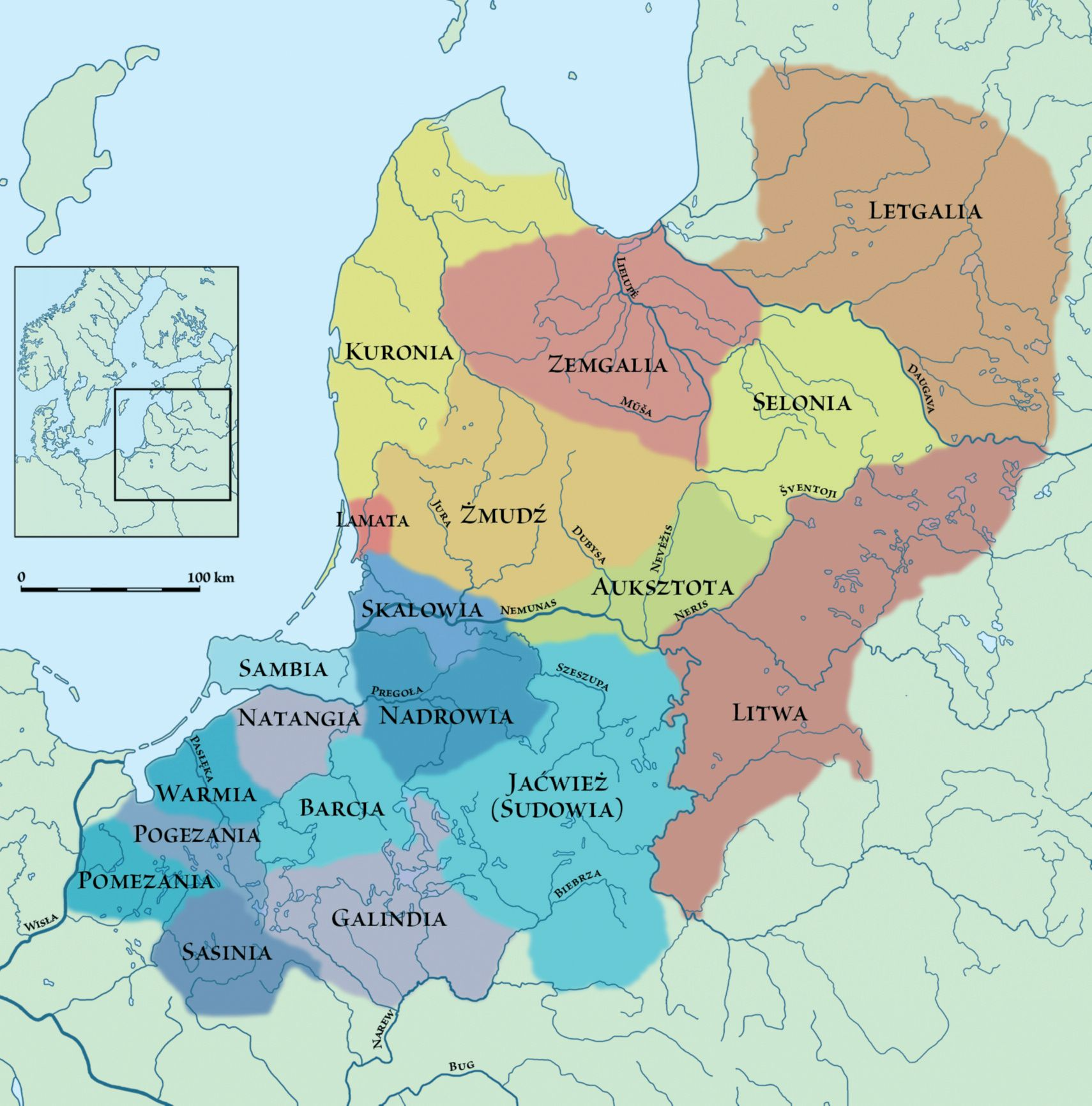
Plemiona bałtyjskie około 1200 roku (wg M. Engel i C. Sobczak)
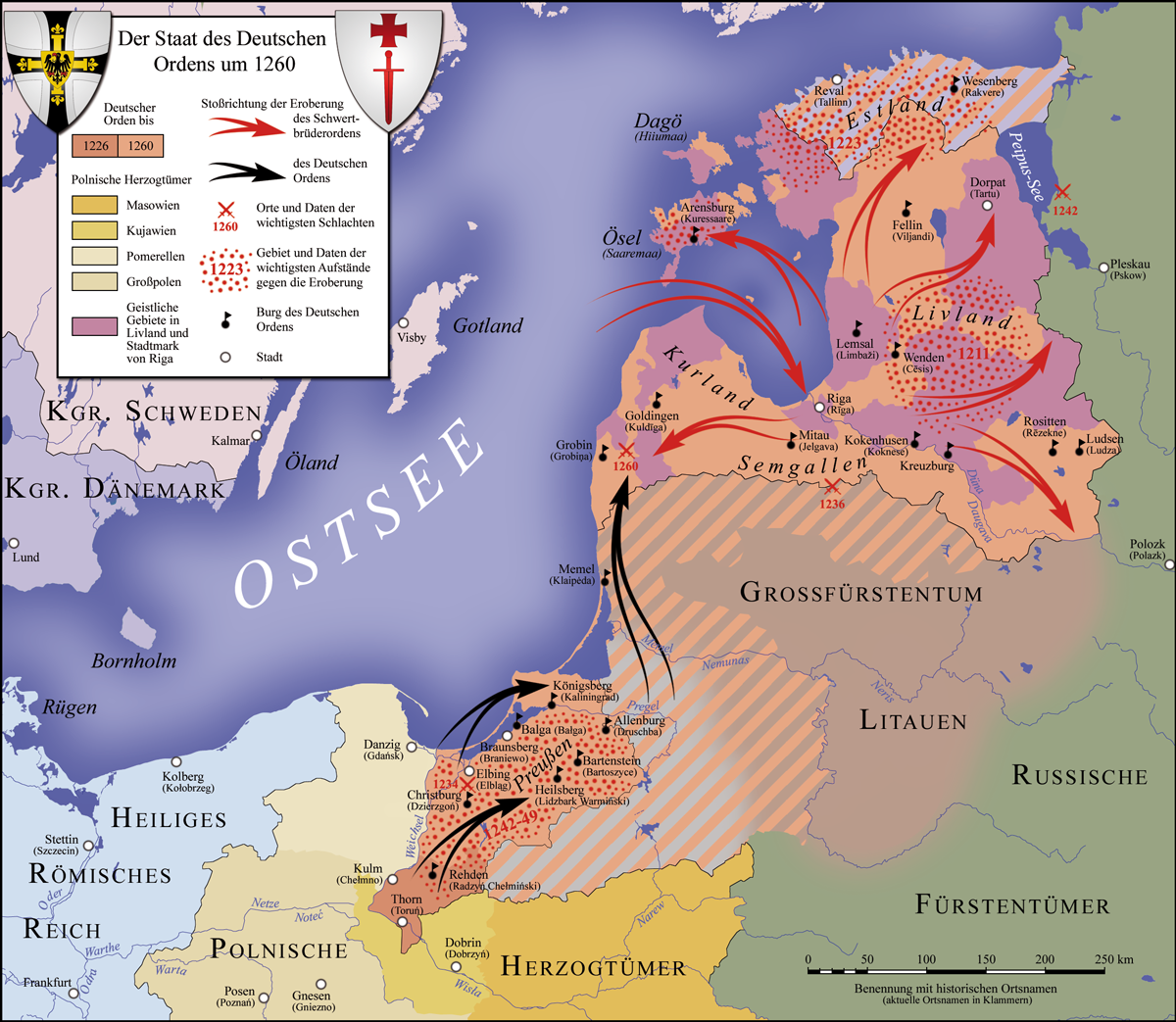
Rozwój terytorialny państwa zakonu krzyżackiego w XIII wieku
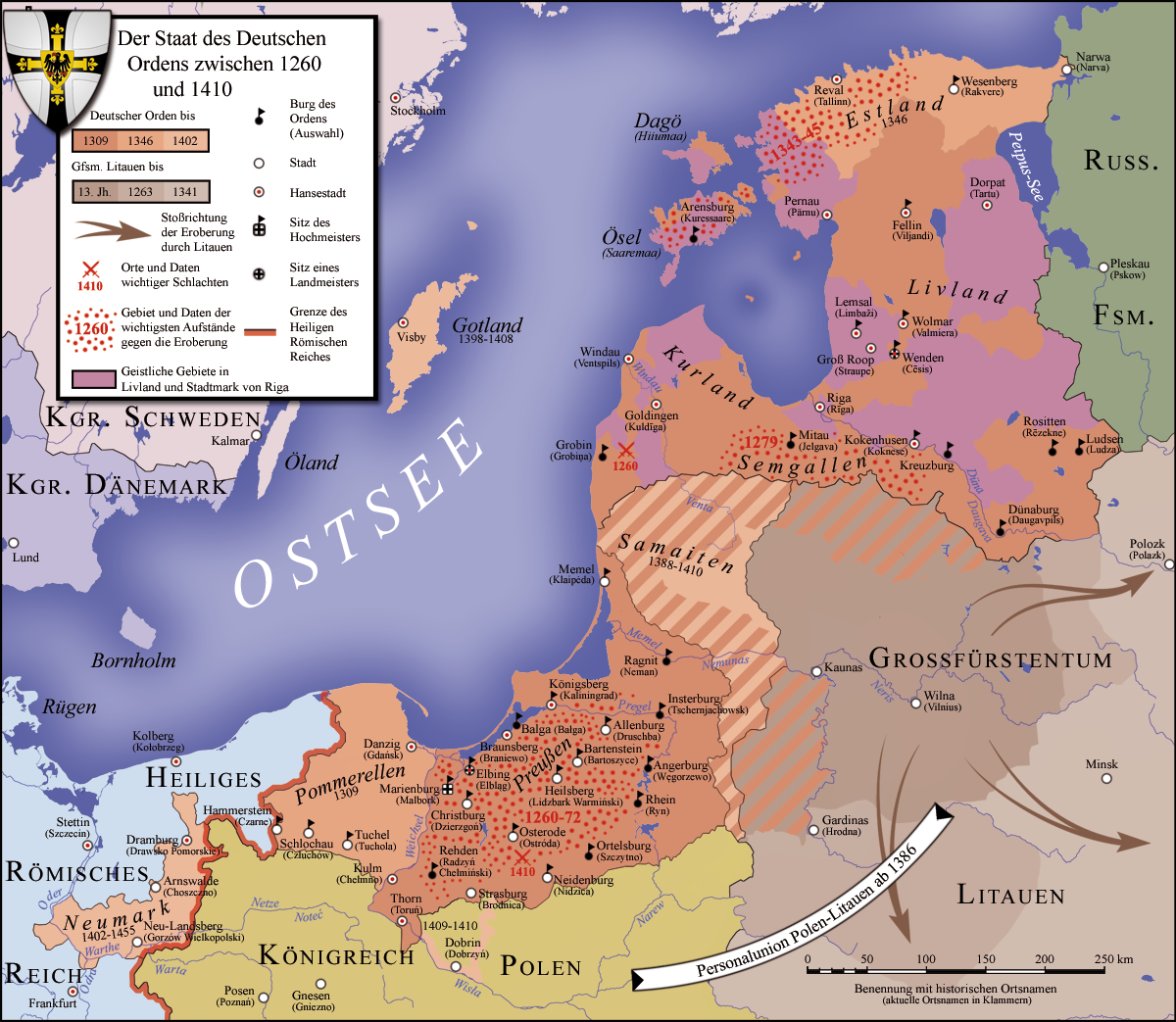
Państwo zakonu krzyżackiego w przededniu bitwy grunwaldzkiej
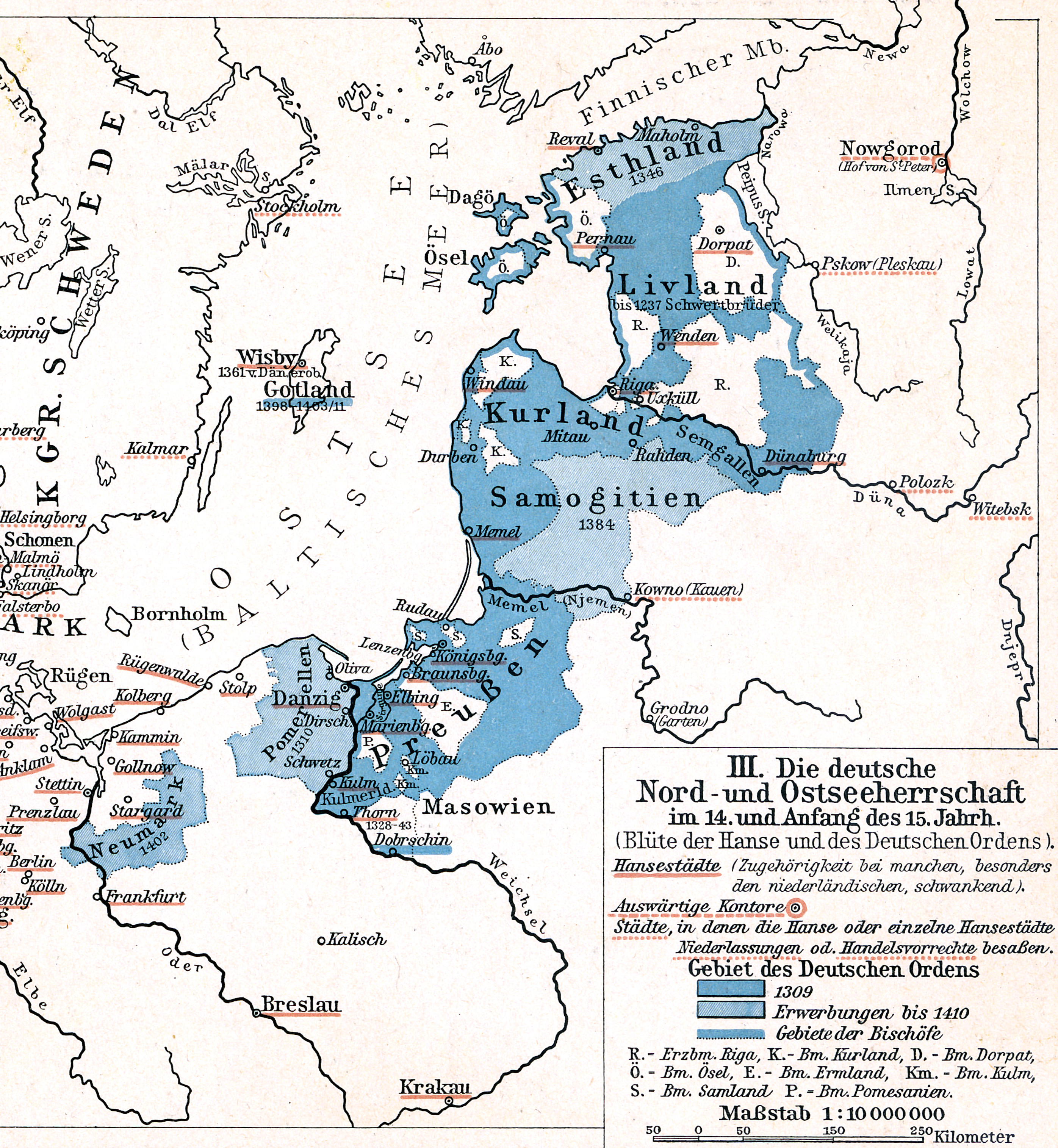
Państwo zakonu krzyżackiego w przededniu bitwy grunwaldzkiej
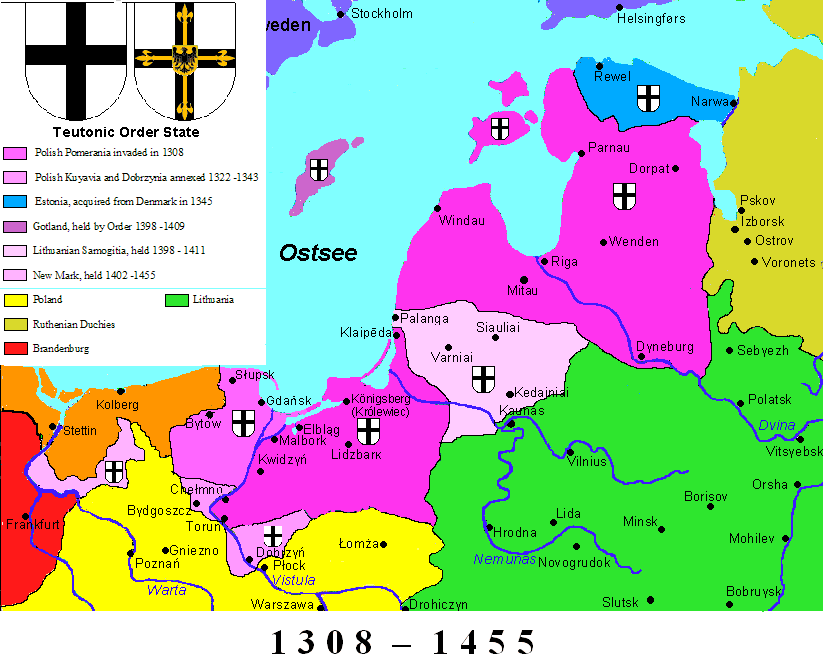
Państwo zakonu krzyżackiego w przeddzień wojny trzynastoletniej
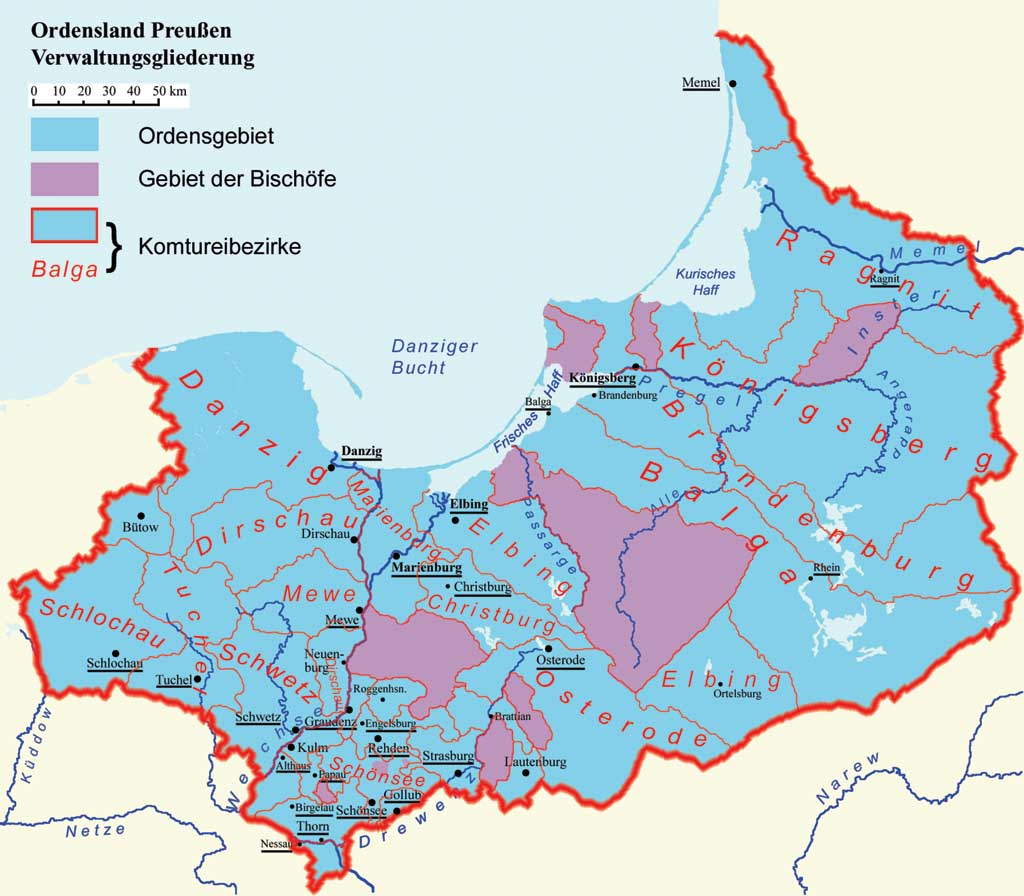
Podział administracyjny państwa krzyżackiego: niebieski – komturie zakonne, różowe – posiadłości biskupów

## Prusy Zakonne
Na mocy postanowień pokoju toruńskiego z 1466 roku zakon krzyżacki oddał Polsce Pomorze Gdańskie, ziemię chełmińską i michałowską, a także Warmię i stolicę Malbork, które nazwano Prusami Królewskimi, a pozostałe pod władzą krzyżacką ziemie określano odtąd jako Prusy Zakonne. Tereny te na ziemi pruskiej były lennem króla Polski. Nową stolicą państwa został Królewiec. Władzę zwierzchnią Korony Królestwa Polskiego nad tym terytorium potwierdzała seria hołdów pruskich składanych królom Polski.

### Upadek państwa zakonnego w Prusach
Mimo to zakon co jakiś czas organizował łupieżcze wypady na tereny Warmii i Mazur, jednak już bez większych rezultatów. Od 1501 wielcy mistrzowie krzyżaccy odmawiali składania hołdu lennego władcom Polski, co stało się powodem wojny polsko-krzyżackiej 1519–1521. Po przegranej wojnie, zmuszony przez koneksje rodzinne oraz dla zachowania pokoju wewnętrznego, wielki mistrz zakonu Albrecht Hohenzollern przeszedł na luteranizm, co położyło kres istnieniu państwa zakonnego. Państwo zarządzane przez Albrechta, mimo że wciąż dość silne militarnie, znalazło się w próżni politycznej, co wykorzystał król polski Zygmunt I Stary i zmusił Albrechta do hołdu lennego w 1525, jako wieczystego lennika Królestwa Polskiego.

### Hołdy pruskie 1469–1493

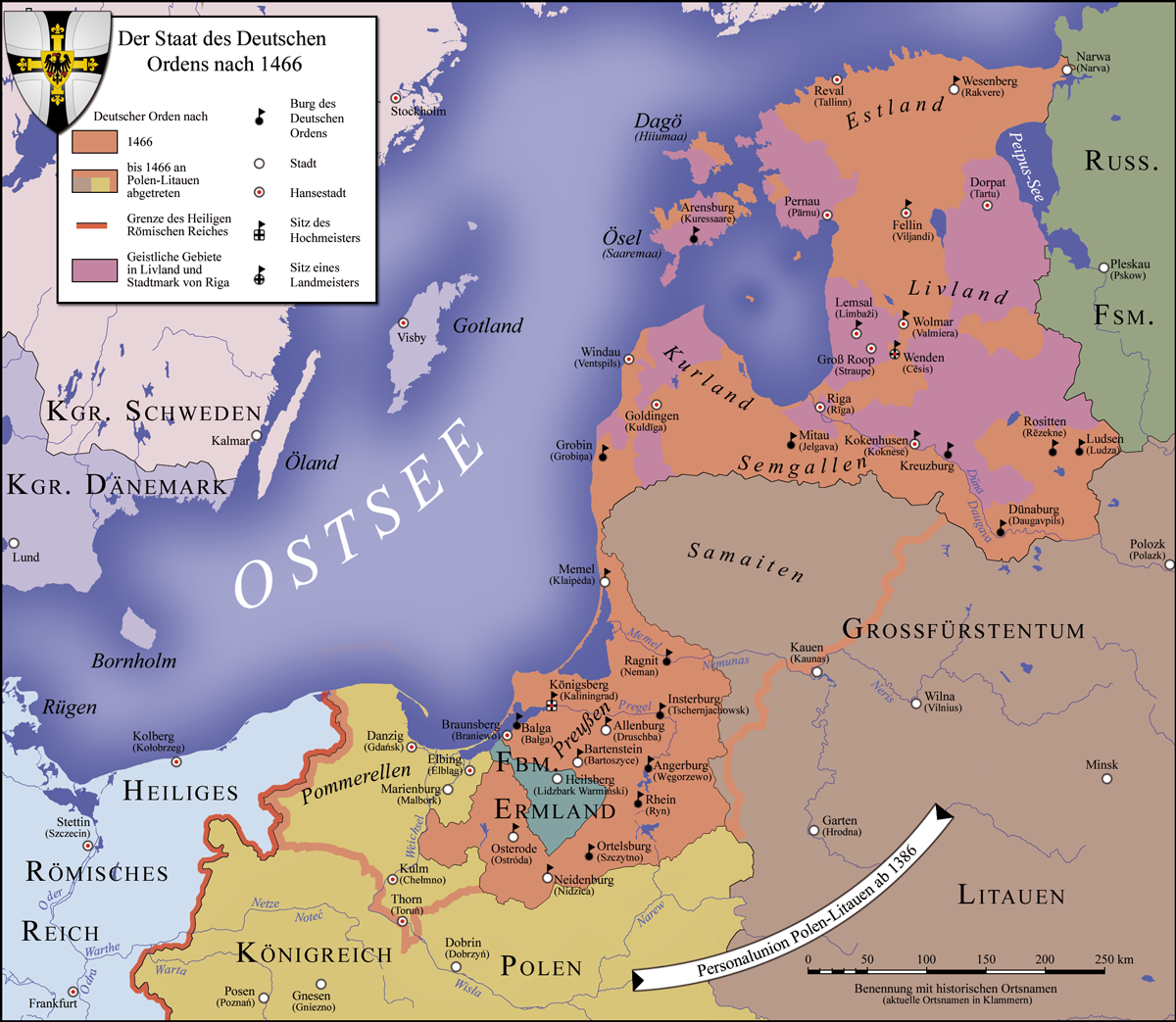
Państwo zakonu krzyżackiego w Prusach (lenno Polski) i (suwerenne) państwo zakonu krzyżackiego w Inflantach (zobacz także Konfederacja Inflancka) po roku 1466

- 1 grudnia 1469 na sejmie w Piotrkowie wielki mistrz Heinrich Reuss von Plauen złożył hołd lenny Kazimierzowi IV Jagiellończykowi.
- 20 listopada 1470 na sejmie w Piotrkowie wielki mistrz Henryk VII Reffle von Richtenberg złożył hołd lenny Kazimierzowi IV Jagiellończykowi.
- 9 października 1479 w Nowym Mieście Korczynie wielki mistrz Martin Truchsetz von Wetzhausen złożył hołd lenny Kazimierzowi IV Jagiellończykowi.
- 18 listopada 1489 w Radomiu wielki mistrz Johann von Tieffen złożył hołd lenny królowi Kazimierzowi IV Jagiellończykowi.
- 29 maja 1493 w Poznaniu wielki mistrz Johann von Tieffen złożył hołd lenny królowi Janowi I Olbrachtowi.

Po sekularyzacji zakonu w 1525 r. zmieniło nazwę na Księstwo Pruskie.